# أول رصد للموجات الثقالية
أول عملية رصد للأمواج الثقالية تم إجراؤها في 14 سبتمبر 2015، أعلن عنها مرصد الليزر المتطور لقياس تداخل الموجات الثقالية (ليغو) بالتعاون مع مقياس التداخل فيرجو في 11 فبراير 2016.
يتوافق شكل الموجة المرصودة من قبل مراصد ليغو مع تنبؤات النسبية العامة لموجة ثقالية منبعثة من داخل دوامة اندماج زوج من الثقوب السوداء كتلتهما 36 و29 كتلة شمسية. ومع رنين الثقب الأسود المنفرد الناتج عن الاندماج. تم تسمية الإشارة GW150914 (من "Gravitational Wave" وتاريخ الرصد 2015-09-14). وهي أيضا أول عملية يتم فيها رصد اندماج ثقب أسود ثنائي مما يدل على وجود أنظمة الثقب الأسود الثنائية، وحقيقة أن مثل هذه الاندماجات يمكن أن تحدث في عمر الكون الحالي.
نشر خبر هذة الملاحظة الأولى في جميع أنحاء العالم باعتبارها إنجازا رائعا لأسباب عديدة.وكانت الجهود الرامية إلى إثبات وجود مثل هذه الموجات بشكل مباشر جارية منذ أكثر من خمسين عاما، والأمواج الثفالية قليلة جدا لدرجة أن ألبرت أينشتاين نفسه شكك في إمكانية اكتشافها.
يؤكد الرصد آخر تنبؤات النسبية العامة التي لم تُكشف بشكل مباشر وتؤكد صحة تنبؤات النظرية للتشوه نسيج «الزمكان» في سياق الأحداث الكونية الكبيرة جدًا (المعروفة باسم اختبارات المجال القوي للنسبية العامة). وقد بدأ الرصد حقبةً جديدة من علم فلك الموجات الثقالية، الذي سيمكننا من رصد أحداث الفيزياء الفلكية العنيفة وهو أمرٌ لم يكن ممكنًا من قبل، وربما سيسمح برصد تاريخ الكون المبكر جدًا بشكل مباشر. في 15 يونيو 2016، أُعلن عن اكتشافين آخرين للموجات الثقالية، أُجريا في أواخر عام 2015. أُجريت ثماني عمليات رصد أخرى في عام 2017، بما في ذلك «جي دابليو 170817»، وهو أول رصدٍ لاندماج نجمٍ نيوتروني ثنائي، والذي رُصد إشعاعه الكهرومغناطيسي أيضًا.

## الرصد
يمكن رصد الموجات الثقالية بشكل غير مباشر -من خلال رصد الظواهر السماوية الناجمة عن الموجات الثقالية- أو بشكل مباشر بدرجة أكبر عن طريق أدوات مثل مرصد «ليغو» (مرصد الموجات الثقالية بالتداخل الليزري) الأرضي أو مرصد «ليزا» (هوائي مقياس التداخل الليزري الفضائي) المُخطط له.

### الرصد غير المباشر
استُنتجت أولى الأدلة غير المباشرة على الموجات الثقالية في عام 1974 من خلال حركة نظام النجم النيوتروني الثنائي المُسمى «بّي إس آر 1913+16» (أو ثنائي هالس وتايلور)، إذ إن أحد النجمين هو نجم نباض يبعث نبضات كهرومغناطيسية ضمن تردد موجات الراديو بفترات زمنية دقيقة ومنتظمة بالتناوب. أظهر كل من «راسل هولس» و«جوزيف تايلور»، اللذان اكتشفا النجمين، أنه مع مرور الوقت، ينخفض تردد النبضات، وأن النجمان يقتربان تدريجيًا من بعضها بشكلٍ حلزوني ويفقدان طاقةً تتفق بشكل وثيق مع الطاقة الصادرة عن الموجات الثقالية المُتنبئ بها. تكريمًا لجهودهما، حصل هولس وتايلور على جائزة نوبل في الفيزياء في عام 1993. تتفق الملاحظات الإضافية لهذا النجم النباض وغيرها في الأنظمة المتعددة، مثل نظام النباض الثنائي «بّي إس آر جاي 0737-3039»، مع النسبية العامة بدقة عالية.

### الرصد المباشر
لم يكن الرصد المباشر للموجات الثقالية ممكنًا لعدة عقود بعد التنبؤ بها بسبب التأثير الضئيل الذي يجب اكتشافه وفصله عن خلفية الاهتزازات الموجودة في كل مكان على الأرض. اقتُرحت تقنية تسمى قياس التداخل في الستينيات، وتطورت التقنية في نهاية المطاف بشكل كافي لجعلها قابلة للتطبيق.
في النهج الحالي الذي يستخدمه مرصد ليغو، تُفصل حزمة من الليزر ويُعاد جمع نصفيها بعد تحركهما في مسارين مختلفين. تظهر التغييرات التي تطرأ على طول المسارات أو الزمن الذي تستغرقه الحزمتان المنقسمتان، الناجمة عن تأثير مرور الموجات الثقالية، على شكل نبضات عند وصولهما إلى نقطة تجمعهما. هذه التقنية حساسة للغاية للتغيرات الصغيرة في المسافة أو الزمن المُستغرقان لاجتياز المسارين. نظريًا، يمكن لمقياس تداخل بذراعين يبلغ طولهما 4 كيلومترات تقريبًا أن يكشف التغيرات في نسيج الزمكان -التي تعادل جزءً صغيرًا جدًا من قطر بروتون واحد- على شكل موجة ثقالية قادمة من مكان آخر وقوية بما يكفي أثناء مرورها عبر الأرض. يمكن رصد هذا التأثير فقط بواسطة مقاييس التداخل الأخرى ذات الحجم المماثل، مثل مرصد «فيرجو» و«جيو 600» بالإضافة لمرصدي «كاجرا» (مرصد كاميوكا للموجات الثقالية) و«إنيجو» (المبادرة الهندية لرصد الموجات الثقالي) المُخطط لهما. عمليًا، يتطلب الأمر مقياسي تداخل على الأقل، لأن أي موجة ثقالية تمر ستُرصد من قِبلهما بنفس الوقت لكن أنواع التشويش الأخرى لن تكون موجودة في كليهما، مما يسمح بتمييز الإشارة المطلوبة عن الضجيج. جرى تأسيس هذا المشروع في نهاية المطاف في عام 1992 تحت اسم مرصد الموجات الثقالية بالتداخل الليزري «ليغو». جرت ترقية أدوات المرصد الأصلية بين عامي 2010 و2015 ليصبح اسمه مرصد «ليغو المتقدم»، ما زاد حساسيته الأصلية بحوالي 10 أضعاف.

## الأصل الفيزيائي الفلكي للرصد
وقع هذا الحدث على مسافة ضياء تبلغ 440 (+160/ -180) مليون فرسخ فلكي (جرى تحديدها من خلال مطال الإشارة)، أي 0.6 ± 1.4 مليار سنة ضوئية، مع انزياحٍ نحو الأحمر قدره 0.093 (+0.03/-0.036) (فترات موثوقة بنسبة 90%). اقترح تحليل الإشارة إلى جانب الانزياح الأحمر المُستنتج أنها نتجت عن اندماج ثقبين أسودين بكتلة تبلغ 35 (+5/-3) و30 (+3/-4) ضعف كتلة الشمس (بالنسبة لإطار المصدر المرجعي)، ما أدى لتكوين ثقب أسود بكتلة شمسية تعادل 62 (+4/-3). جرى إشعاع الطاقة والكتلة المكافئة للكتلة المفقودة، التي تعادل 0.5 ± 3.0 كتلة شمسية، على شكل موجات ثقالية بعيدًا عن الثقب الأسود.
خلال فترة الاندماج البالغة 20 مللي ثانية، وصلت ذروة قدرة الموجات الثقالية إلى حوالي 3.6*1049 واط أو 526 ديسيبل ميلي واط – أي أكبر بـ 50 مرة من مجموع قدرة الضوء الصادر عن جميع النجوم في الكون المرصود.
خلال مدة كشف الإشارة التي استغرقت 0.2 ثانية، زادت السرعة المماسية (المدارية) النسبية للثقبين الأسودين من 30% إلى 60% من سرعة الضوء. يدل التردد المداري البالغ 75 هرتز (نصف تردد الموجة الثقالية) أن الثقبين الأسودين كانا يدوران حول بعضهما من على مسافة 350 كيلومتر فقط عند اندماجها. سمحت التغييرات في طور استقطاب الإشارة بحساب التردد المداري للثقبين الأسودين، وبجمع هذه المعلومات مع مطال ونمط الإشارة، فقد سمحت بحساب كتلتيهما وبالتالي سرعتيهما القصوى النهائية والفصل المداري (المسافة بينهما) عند لحظة الاندماج. أظهرت تلك المعلومات أن هذين الجُرمين هما ثقبان أسودان بالفعل، لأن حجم أي نوع آخر من الأجرام المعروفة بهذه الكتل سيكون أكبر وبالتالي ستندمج قبل تلك النقطة، أو لن تصل إلى مثل هذه السرعات في مثل هذا المدار الصغير. بلغت أعلى كتلة لنجم نيوتروني مرصود كتلتان شمسيتان، وحتى مع اعتبار الحد الأعلى لكتلة النجم النيوتروني المستقر البالغة ثلاث كتل شمسية، لن يتمتع النجمان النيوترونيان بكتلة كافية لإنتاج الكتلة المندمجة (ما لم توجد بدائل غريبة، على سبيل المثال، النجوم البوزونية) في حين أن ثقبًا أسودًا سيندمج مع نجمٍ نيوتروني في وقتٍ أقل، لن يكون التردد المداري النهائي الناتج مرتفعًا جدًا.
كان اضمحلال الشكل الموجي بعد أن وصل إلى ذروته متسقًا مع التذبذبات المُخمدة للثقب الأسود أثناء إكماله الاندماج النهائي. على الرغم من إمكانية وصف الحركة الحلزونية الداخلية للجرمين الثنائيين المندمجان باستخدام «توسعات الميكانيكا النيوتونية اللاحقة»، لا يمكن حل مرحلة الاندماج ذات حقل الجاذبية القوي إلا بشكل عام عن طريق عمليات محاكاة النسبية العددية بشكلٍ واسع النطاق.
في النموذج والتحليل المُحسنين، تبين أن الجرم الناتج عن الاندماج هو «ثقب كير أسود دوار» ذي معامل دوران يساوي 0.68 (+0.05/-0.06)، أي أنه يتمتع بثلثي القيمة القصوى للزخم الزاوي لكتلته.
من المُرجح أن النجمين اللذين شكلا الثقبين الأسودين قد تكونا بعد ملياري عام تقريبًا من الانفجار العظيم بكتلتين تتراوحان بين 40 و100 ضعف كتلة الشمس.

## وصلات خارجية
- GW150914 data release by the LIGO Open Science Center
- Gravitational wave modelling of GW150914 by the Max Planck Institute for Gravitational Physics
- "First detection!" (PDF). LIGO Magazine. ع. 8. مارس 2016. مؤرشف من الأصل (PDF) في 2019-04-03.
- Video: GW150914 discovery press conference (71:29) by the مؤسسة العلوم الوطنية (11 February 2016)
- Video: "The hunters – the detection of gravitational waves" (11:47) by the Max Planck Institute for Gravitational Physics (22 February 2016)
- Video: "LIGO Hears Gravitational Waves Einstein Predicted" (4:36) by Dennis Overbye, نيويورك تايمز